# Modoc (Indiana)
Modoc és una població dels Estats Units a l'estat d'Indiana. Segons el cens del 2000 tenia 225 habitants.

## Demografia
Segons el cens del 2000, Modoc tenia 225 habitants, 84 habitatges, i 63 famílies. La densitat de població era de 723,9 habitants/km².
Dels 84 habitatges en un 39,3% hi vivien nens de menys de 18 anys, en un 57,1% hi vivien parelles casades, en un 14,3% dones solteres, i en un 25% no eren unitats familiars. En el 22,6% dels habitatges hi vivien persones soles el 8,3% de les quals corresponia a persones de 65 anys o més que vivien soles. El nombre mitjà de persones vivint en cada habitatge era de 2,68 i el nombre mitjà de persones que vivien en cada família era de 3,06.
Per edats la població es repartia de la següent manera: un 28,9% tenia menys de 18 anys, un 9,3% entre 18 i 24, un 31,6% entre 25 i 44, un 19,1% de 45 a 60 i un 11,1% 65 anys o més.
L'edat mediana era de 34 anys. Per cada 100 dones de 18 o més anys hi havia 97,5 homes.
La renda mediana per habitatge era de 28.333$ i la renda mediana per família de 32.708$. Els homes tenien una renda mediana de 31.250$ mentre que les dones 24.375$. La renda per capita de la població era de 13.230$. Entorn del 12,3% de les famílies i el 14,6% de la població estaven per davall del llindar de pobresa.

## Poblacions més properes
El següent diagrama mostra les poblacions més properes.